# Pokrzewka jemeńska
Pokrzewka jemeńska (Curruca buryi) – gatunek małego ptaka z rodziny pokrzewek (Sylviidae). Występuje w południowo-zachodniej Arabii Saudyjskiej oraz w zachodnim Jemenie. Uznawany za gatunek bliski zagrożenia.

## Taksonomia
Po raz pierwszy gatunek opisał William Robert Ogilvie-Grant w 1913. Holotyp pochodził z miejscowości Manakha w Jemenie. Autor nadał nowemu gatunkowi nazwę Parisoma buryi, tym samym uznając ją za przedstawiciela tymaliowatych (Timaliidae). Obecnie (2020) Międzynarodowy Komitet Ornitologiczny umieszcza pokrzewkę jemeńską w rodzinie pokrzewek (Sylviidae), w rodzaju Sylvia, podobnie jak autorzy HBW i Handbook of Western Palearctic Birds (2018). Na Kompletnej liście ptaków świata (2020) znajduje się w rodzaju Curruca. Na przynależność pokrzewki jemeńskiej do rodziny pokrzewek wskazują cechy morfologiczne, głos i zachowanie, potwierdzają ją wyniki badań genetycznych. Pokrzewka jemeńska to takson siostrzany wobec pokrzewki brązowej (C. lugens). Ich linie rozwojowe rozdzieliły się około 2,9 mln lat temu, w pliocenie.

## Morfologia
Długość ciała wynosi około 15 cm, masa ciała – 22 g. Głowa stosunkowo duża z lekko zakrzywionym dziobem. Ogon długi. Skrzydła dość krótkie. Wierzch ciała ciemnobrązowy, głowa ciemniejsza, zwłaszcza w okolicach oczu. Białawe gardło wyraźnie odcina się kolorystycznie. Upierzenie górnych partii ciała jest ciemnobrązowe, z ciemniejszą głową, zwłaszcza wokół oczu, dobrze oddzieloną od białawego gardła. Lotki, pokrywy skrzydłowe górne i ogon ciemnobrązowe, ciemniejsze od grzbietu. Sterówki z trzech najbardziej zewnętrznych par mają wąskie białe końcówki i krawędzie, rzadko jasne końcówki występują także na bardziej wewnętrznych sterówkach. Spód ciała płowy, między nogami plama koloru brzoskwiniowego. Pokrywy podogonowe brązowe. Tęczówka wyraźnie biała u dorosłych osobników, u młodocianych – brązowa lub innej, lecz nie białej, barwy. Dziób czarny, nogi ciemnoszare.

## Zasięg występowania
Pokrzewki jemeńskie występują w południowo-zachodniej Arabii Saudyjskiej oraz w zachodnim Jemenie. Północna granica zasięgu gatunku przebiega przez południowe góry Asir na szerokości 19°30’N, południowa natomiast – na szerokości 13°55’N w okolicy miasta Dżibla.

## Ekologia i zachowanie
Środowiskiem życia pokrzewek jemeńskich są tereny górskie zdominowane przez zarośla akacji (Acacia) z krzewami i innymi drzewami, między innymi wierzbami (Salix) i figowcami (Ficus). W Jemenie pojawiają się na terenach uprawnych z Acacia origena. W Arabii Saudyjskiej zamieszkują głównie zadrzewienia jałowców greckich (Juniperus excelsa). Pokrzewki jemeńskie odnotowywane były od 1500 do 2900 m n.p.m. Żywią się owadami (między innymi gąsienicami miernikowcowatych) i owocami.

### Lęgi
Okres lęgowy trwa od marca do lipca. Pokrzewki jemeńskie gniazdują samotnie. Są monogamiczne, prawdopodobnie pozostają ze swoim partnerem przez większość roku. Gniazdo umieszczone jest w krzewie lub na drzewie, zwykle nisko nad ziemią. W zniesieniu 2–3 jaja. Brak informacji o wysiadywaniu i opiece nad młodymi.

## Status i zagrożenia
IUCN uznaje pokrzewkę jemeńską za gatunek bliski zagrożenia wyginięciem od 2017 (stan w 2020). Wcześniej gatunek otrzymał ten status w 1988, a w latach 1994–2016 uznawany był za gatunek narażony na wyginięcie (VU, Vulnerable). BirdLife International uznaje trend liczebności populacji za prawdopodobnie spadkowy. Według szacunków z 2010 roku liczebność populacji pokrzewek jemeńskich wynosi około 9 tys. osobników.